# Olcani
Olcani település Franciaországban, Haute-Corse megyében. Lakosainak száma 95 fő (2022. január 1.). Olcani Ogliastro, Olmeta-di-Capocorso, Brando, Nonza és Sisco községekkel határos.

## Népesség
A település népességének változása:
| Lakosok száma | 124  | 80   | 65   | 58   | 83   | 80   | 82   | 89   | 93   | 95   |
|               | 1968 | 1982 | 1990 | 2006 | 2013 | 2015 | 2017 | 2019 | 2020 | 2022 |